# Еммет (округ Додж, Вісконсин)
Еммет (англ. Emmet) — місто (англ. town) в США, в окрузі Додж штату Вісконсин. Населення — 1310 осіб (2020).

## Демографія
Згідно з переписом 2010 року, у місті мешкали 1302 особи в 488 домогосподарствах у складі 403 родин. Було 519 помешкань
Расовий склад населення:
| - 98,7 % — білих - 0,6 % — азіатів - 0,2 % — чорних або афроамериканців - 0,1 % — вихідців з тихоокеанських островів - 0,1 % — корінних американців |

До двох чи більше рас належало 0,3 %. Частка іспаномовних становила 0,7 % від усіх жителів.
За віковим діапазоном населення розподілялося таким чином: 22,0 % — особи молодші 18 років, 61,9 % — особи у віці 18—64 років, 16,1 % — особи у віці 65 років та старші. Медіана віку мешканця становила 45,4 року. На 100 осіб жіночої статі у місті припадало 105,4 чоловіків;  на 100 жінок у віці від 18 років та старших — 106,3 чоловіків також старших 18 років.
Середній дохід на одне домашнє господарство  становив 86 681 долар США (медіана — 66 932), а середній дохід на одну сім'ю — 95 203 долари (медіана — 72 361). Медіана доходів становила 51 563 долари для чоловіків та 45 469 доларів для жінок. За межею бідності перебувало 3,2 % осіб, у тому числі 2,4 % дітей у віці до 18 років та 4,3 % осіб у віці 65 років та старших.
Цивільне працевлаштоване населення становило 696 осіб. Основні галузі зайнятості: виробництво — 23,1 %, освіта, охорона здоров'я та соціальна допомога — 23,0 %, будівництво — 12,5 %, роздрібна торгівля — 12,2 %.